# Omul-Barcă
Omul-Barcă este o sculptură monumentală a sculptorului român Mircea Roman. Sculptura monumentală a fost realizată în anul 2000 și este  fixată pe un ponton pe Tamisa, astfel încât se îneacă și revine în fiecare zi odată cu fluxul și refluxul.
- Omul-Barcă - o figură monumentală ce pare a se lupta pentru a se elibera, lucrare fixată pe un ponton pe Tamisa, astfel încât se îneacă și revine în fiecare zi odată cu fluxul și refluzul. (...)Noua sa lucrare este gândită astfel încât să se încadreze în spațiul înconjurător. Astfel, sunt 12 lucrări pe ambele părți ale unui coridor de 3 metri înălțime și 18 metri lungime. Coridorul ar putea fi un pasaj îngust între clădiri, dar neavând un asemenea loc Roman a construit pentru această expoziție un spațiu de oțel. În aproape toate cazurile figura umană este îndoită peste o bară invizibilă, continuând sentimentul de frustrare. Concepția este evolutivă- fiecare piesă crește din cea anterioară- și acest lucru este scos în evidență de desfășurarea lineară a instalației. Fiecare piesă există în sine, dar când toate douăsprezece interacționează impactul se schimbă, devine mai complex.[1] John McEWEN

- John McEwen nota: "Simplitatea, demnitatea și un sentiment al atemporalității rămân semnele distinctive ale artei sale, asociate cu o conștientizare modernă, armonizată psihologic, a comediei și tragediei condiției umane.

Este un privilegiu pentru Marea Britanie ca un artist de talia lui Mircea Roman să trăiască și să lucreze la Londra, dar aceasta este doar o intâmplare. Asa cum mărturisesc cu putere lucrările sale, arta nu cunoaște granițe naționale sau temporale".